# International Mathematical Union
International Mathematical Union är en internationell icke-statlig organisation som ägnar sig åt internationellt samarbete inom matematikområdet över hela världen. Det är medlem i International Science Council och stöder Internationella matematikerkongressen. 
Dess medlemmar är nationella matematikorganisationer från mer än 80 länder.